# Josep Julien
Josep Julien i Ros (Barcelona, 21 de enero de 1966) es un actor de teatro, cine y televisión español.

## Biografía
Es licenciado en interpretación por el Instituto del Teatro de Barcelona, ha trabajado como actor con Manel Dueso, Àlex Rigola, Lurdes Barba, Josep Maria Mestres, David Selvas, Joan Lluís Bozzo o Javier Daulte, entre otros. 
También ha trabajado regularmente en televisión siendo uno de sus primeros trabajos el de azafato para el programa concurso Lluna de mel, versión catalana del programa dirigido por La Trinca para la productora Gestmusic para las autonómicas y que se emitió por TV3 presentado por Montse Guallar y después como actor ha trabajado en series como Sitges, Secrets de família, La Riera, El cor de la ciutat, Él y ella, Cuéntame como pasó o Amar es para siempre.

## Filmografía

### Programas de televisión
- Lluna de mel, como azafato (1993)

### Series de televisión
- Secrets de familia, como Vicenç (1995)
- Sitges, personaje episódico (1996)
- Estació d'enllaç, personaje episódico (1997)
- Laura, como un atracador (1998)
- Cala mar, personaje episódico (1999)
- Sota el signe de..., como Marc (2000)
- Laberint d'ombres, como Iñaki (2000)
- Pagats per riure, personaje episódico (2001)
- Només per tu, como Pep. TV movie (2001)
- Él y ella, como Pep (2001)
- Psico express, como un cliente (2002)
- Mirall trencat, personaje episódico (2002)
- Sincopat, como Olmedo. TV movie (2003)
- La nit del cor, reparto. TV movie (2003)
- El cor de la ciutat, como Manel Ripoll (2003-2004)
- L'un per l'altre, como Juanjo (2005)
- A tortas con la vida, como Simón (2005)
- El asesino del parking, como Bernat. TV movie (2006)
- Porca miseria, como Josep (2006-2007)
- La rentadora, personaje episódico (2007)
- Como el perro y el gato, como Goyo (2007)
- Vinagre, personaje episódico (2008)
- Entre línies, como él mismo. Documental (2008)
- Llums i ombres, La reinserció a debat, como él mismo. Documental (2009)
- Ventdelplà, personaje episódico (2010)
- La sagrada familia, personaje episódico (2010)
- La Riera, como Pere (2011)
- Jo què sé!, como él mismo (2011)
- Continuarà..., como él mismo (2011)
- Cuéntame como pasó, como Tomás (2011-2013)
- Catalunya aixeca el teló, como él mismo. TV movie (2012)
- A escena, como él mismo (2012)
- No t'ho perdis, como él mismo (2012-2013)
- Amar es para siempre, como Vicente Luján (2013)
- Gran Nord, personaje episódico (2013)
- Cites, como Octavi (2015)
- El Ministerio del Tiempo, personaje episódico (2017)
- Com si fos ahir, como Marcos (2017)

### Largometrajes
- Anita no pierde el tren, como médico de obra. Dir. Ventura Pons (2001)
- Haz conmigo lo que quieras, como Oriol. Dir. Ramón de España (2003)
- Atraco a las tres... y media, como Cordero. Dir. Raúl Marchand (2003)
- Excuses!, como Pep Anton. Dir. Joel Joan (2003)
- Mala uva, como un joven. Dir. Javier Domingo (2004)
- Sin ti, como Lluís. Dir. Raimon Masllorens (2005)
- Los Totenwackers, como Jenaro. Dir. Ibón Cormenzana (2007)
- La mosquitera, como un locutor. Dir. Agustí Vila (2010)
- Born, como Vicenç. Dir. Claudio Zulian (2014)

### Cortometrajes
- Otro día. Dir. él mismo (2003)
- Rodilla: Cromos para ajustar cuentas con la infancia. Dir. Juanjo Giménez Peña (2009)

### Teatro

#### Como intérprete
- Torna-la a tocar, Sam (1996)
- Caça de rates (2000)
- Refugiats (2003)
- Mika i el paradís (2006)
- Las otras (2006)
- Intimitat (2007)
- Aloma
- La gavina
- Benefactors
- Tot esperant Godot

#### Como director
- Absolutament lluny (1997)
- Anitta Split (2006)
- Sex n'drugs n'Johan Cruyff (2007)

## Premios y nominaciones
- Premio Octubre de Teatro por Sex n'drugs n'Johan Cruyff (2007).[1][2][3]